# Andrea Bachofner
Andrea Bachofner (* 12. Juli 1968 in Wien) ist eine ehemalige österreichische Judoka.

## Biografie
Sie kämpfte für den Judoclub JGV Schuh Ski. Sie war ein fester Bestandteil der österreichischen Nationalmannschaft und vierfache österreichische Meisterin. Ihr größter Erfolg war der Sieg beim Weltcupturnier in Warschau 1994.
Derzeit arbeitet sie bei den Wiener Linien als Straßenbahnfahrerin.

## Erfolge
Folgende Erfolge konnte Bachofner jeweils in der 66-kg-Gewichtsklasse erreichen:
- 1. Rang Polish Open Warsaw 1994
- 3. Rang Torneo 'Città di Roma' 1994
- 3. Rang ASKÖ World Tournament Leonding 1994
- 3. Rang ASKÖ World Tournament Leonding 1985